# Vojin Biljić
 (janvier 2019).
Vojin Biljić (en serbe en écriture cyrillique : Војин Биљић), né en 1977, est un homme politique en Serbie. Il siège à l'Assemblée nationale de Serbie depuis le 22 janvier 2019 en tant que membre de l'association C'est assez - Restart (Dosta je bilo , DJB), plus connue en anglais sous le nom "Enough Is Enough".

## Carrière privée
Biljić est un avocat spécialisé en droit européen. Il habite à Belgrade.

## Carrière politique
Biljić obtient la vingt et unième position sur la liste électorale de DJB lors des élections législatives serbes de 2016.  La liste remporte seize mandats et il n'est pas élu immédiatement. Il est toutefois élu à l'assemblée municipale de la municipalité de Belgrade de Vračar lors des élections locales serbes de 2016; il obtient la cinquième place sur la liste du DJB et est élu lorsque la liste remporte sept mandats,. Le groupe DJB de l'Assemblée nationale le nomme comme médiateur en 2017 bien qu'il n'obtient pas le poste.
Biljić figure en tête d'une liste électorale de coalition entre le DJB et le parti de droite Dveri lors des élections municipales de Belgrade en 2018. Au cours de la campagne, il reconnait que le DJB et Dveri ont des idéologies profondément différentes mais il défend la coalition comme nécessaire pour lutter contre la corruption dans le pays. La liste ne franchit pas le seuil électoral pour être représentée à l'assemblée municipale et Biljić s'est par la suite plaint du fait que les élections avaient été remplies d'irrégularités.
Il obtient un mandat à l'Assemblée nationale en janvier 2019 en remplacement de Jasmina Nikolić, qui est démissionnaire,. Il est membre de l'opposition parlementaire au sein du DJB. 